# Соловей, Арсений Мефодиевич
Арсений Мефодиевич Соловей (3 января 1940 — 9 апреля 1970) — советский военный врач, капитан медицинской службы. В 1970 году погиб во время аварии на АПЛ К-8, отдав свой дыхательный аппарат прооперированному члену экипажа лодки. Посмертно награждён орденом Красной Звезды.

## Биография
Родился в 1940 году в селе Кривчаки Тернопольской области Украинской ССР, окончил среднюю школу, затем поступил в Архангельский медицинский институт.
С 1961 года стал слушателем IV факультета Военно-медицинской академии им. С. М. Кирова.
С 1964 года был назначен начальником медицинской службы подводной лодки С-349.
В 1966 году окончил курсы офицерского состава медицинской службы Северного флота по хирургии и продолжил службу на подводной лодке.
С октября 1966 года вступил в должность начальника медицинской службы атомной подводной лодки К-8.

## Подвиг
Во время пожара, ставшего причиной гибели подводной лодки К-8, доктор Соловей отдал свой дыхательный аппарат старшине Юрию Ильченко, которого он 5-го апреля прооперировал в связи с аппендицитом. На протесты старшины Арсений сказал «Я обязан тебя спасти. Я тебя прооперировал и отвечаю за твою жизнь. А за меня не беспокойся, я знаю, что нужно делать». Сам он погиб от отравления угарным газом.

Дышать было уже нечем. Некоторое время Арсений Соловей ещё пытался дышать через мокрый платок, но это почти не помогало. Тогда он присел на койку в ногах у своего подопечного. Через несколько минут Ильченко почувствовал, как доктор повалился на бок и ткнулся ему головой в ноги…— документальная повесть «Бискайский реквием» В.В. Шигина
Всего в результате событий на лодке погибли 52 члена экипажа, а врач А. М. Соловей был тринадцатым.
По словам Анатолия Ткаченко (на момент трагедии — старшины службы снабжения лодки), оказывавшего первую помощь задохнувшимся: «Мичмана мы вытащили, а доктор задохнулся. Если бы он не умер, может, нам какую помощь оказал, а так… Ведь у некоторых ещё прощупывался пульс!». При этом, шанс выйти из отсеков был невелик — из отсека до люка центрального поста из 19 человек смогли доползти лишь пятеро, а самостоятельно вылезти — трое, в том числе спасённый доктором мичман. Фельдшер мичман Анатолий Иванович Блещенков, находящийся в отсеке, также погиб.
К отцу врача в Крым, где тот работал в одном из совхозов, была направлена делегация из офицеров и спасенного доктором мичмана Ильченко. Известие о гибели сына отец принял мужественно. На общем собрании совхоза было принято решение установить на свои средства памятник.

## Память

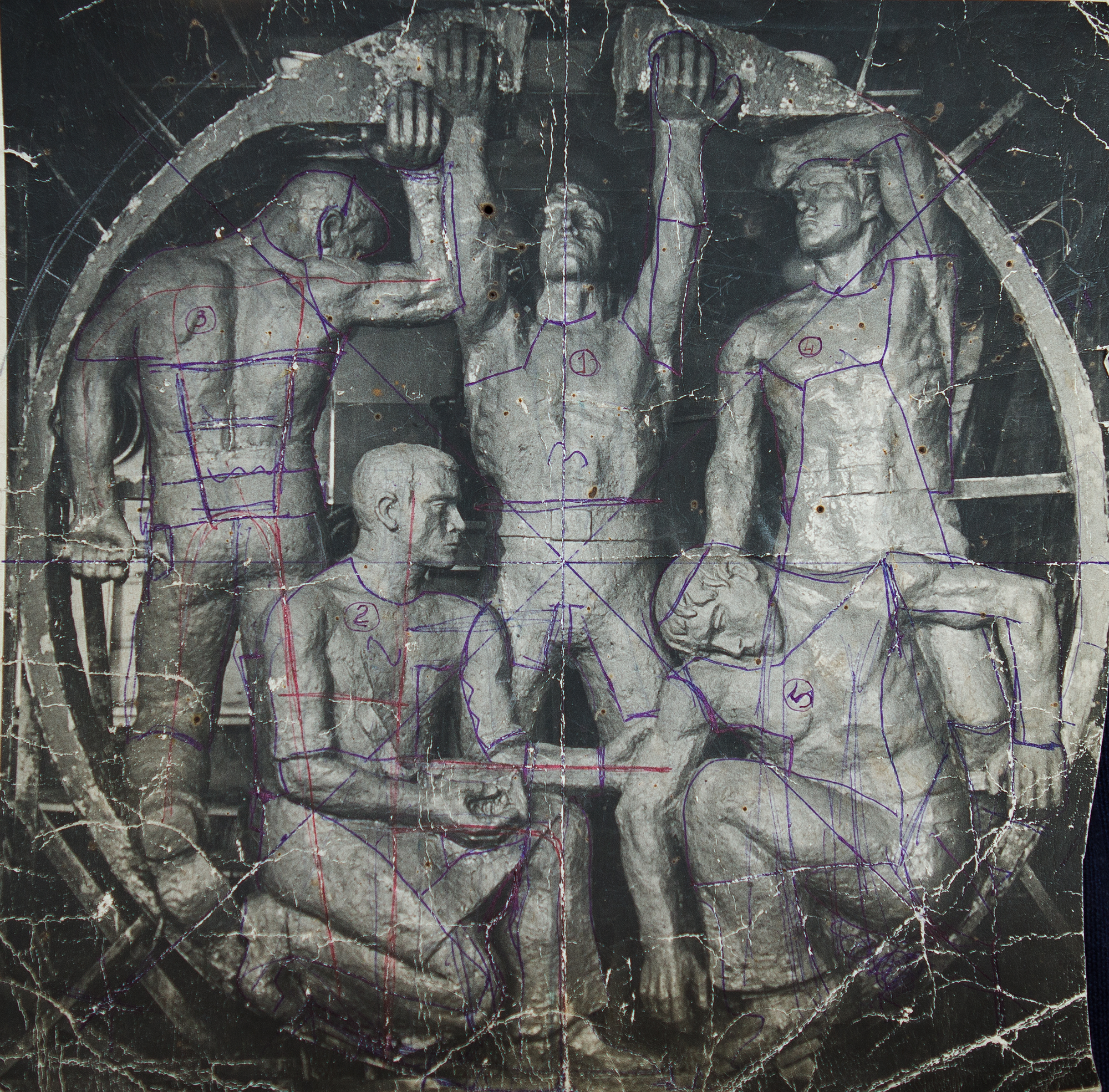
Памятник экипажу К-8

На памятнике подводникам К-8, который был установлен в 1974 году в Гремихе (ныне ЗАТО Островной), запечатлён подвиг корабельного врача передающего свой дыхательный аппарат больному.
В 1973 году именем А. М. Соловья была названа улица в Гремихе (сейчас ЗАТО Островной).
А. М. Соколовский посвятил подвигу А. М. Соловья поэму.
Подвиг врача описан в документальном фильме «К-8. Секретный монумент» режиссёра Елизаветы Листовой в 2000 году.
В 2006 году в Гремихе (сейчас ЗАТО Островной) на здании 76 Военного госпиталя установлена мемориальная доска в память о капитане медслужбы А. М. Соловье.
15 октября 2016 года на городском кладбище Сулажгора на могиле А. М. Соловья состоялось захоронение капсулы с морской водой с места гибели АПЛ «К-8».

## Награда
Посмертно был награждён орденом Красной Звезды. В ряде СМИ (например, в газете «Известия» за 2011 год за авторством Сергея Лескова) ошибочно указывается, что А. М. Соловьев был удостоен звания Героя Советского Союза. Также иногда ошибочно указывается, что орденом Красной Звезды были посмертно награждены только врач А. М. Соловей и матрос Леонид Чекмарев. Закрытым Указом Президиума Верховного Совета СССР от 26 июня 1970 года № 5310-VII звание Героя Советского Союза было присвоено только капитану лодки Всеволоду Бессонову, офицеров и мичманов, а также всех погибших, независимо от воинского звания, наградили орденом Красной Звезды, оставшихся в живых матросов — медалью Ушакова.
Случай о трагедии лодки стал известен только в 1989 году, награды семьям погибших моряков, в том числе Золотая Звезда капитана, выданы не были (только мать матроса К. Фрешера в 1993 году получила орден) — в лучшем случае родственники получали орденские книжки без указания номеров орденов.
Орденская книжка была вручена вдове врача только спустя 46 лет — в 2016 году по результату проверки проведённой Прокуратурой Северного Флота по факту невручения 30 документов на ордена погибших подводников.